# Sepetibaella
Sepetibaella es un género de foraminífero bentónico de la subfamilia Bykoviellinae, de la familia Trochamminidae, de la superfamilia Trochamminoidea, del suborden Trochamminina, y del orden Trochamminida. Su especie tipo es Sepetibaella sepetibaensis. Su rango cronoestratigráfico abarca el Holoceno.

## Discusión
Clasificaciones previas hubiesen incluido Bykoviellinae en la subfamilia Jadammininae, de la familia Trochamminidae, así como en el suborden Textulariina del orden Textulariida. Otras clasificaciones lo han incluido en el orden Lituolida.

## Clasificación
Sepetibaella incluye a la siguiente especie:
- Sepetibaella sepetibaensis